# دونتيل جيفرسون
دونتيل جيفرسون (بالإنجليزية: Dontell Jefferson)‏ مواليد 15 ديسمبر 1983 في كورديل، هو لاعب كرة سلة أمريكي. بدأ مسيرته الاحترافية في سنة 2006. يبلغ طوله 6 قدم 5 بوصة (2.0 م).

## إحصائيات المسيرة

### الموسم الاعتيادي
| السنة   | الفريق        | لعب | بدأ | دقيقة | ميداني% | ثلاثية | حرة  | ارتداد | صنع | استلاب | تصدي | نقطة |
| ------- | ------------- | --- | --- | ----- | ------- | ------ | ---- | ------ | --- | ------ | ---- | ---- |
| 2008–09 | شارلوت هورنتس | 6   | 0   | 14.0  | .500    | .500   | .667 | 2.0    | 1.5 | .7     | .2   | 4.8  |
| المسيرة |               | 6   | 0   | 14.0  | .500    | .500   | .667 | 2.0    | 1.5 | .7     | .2   | 4.8  |

## روابط خارجية
- دونتيل جيفرسون على موقع إن بي أي (الإنجليزية)
- دونتيل جيفرسون على موقع سبورتس رفرنس (الإنجليزية)
- دونتيل جيفرسون على موقع كرة السلة الأوروبية.كوم (الإنجليزية)
- دونتيل جيفرسون على موقع كلية كرة السلة في سبورتس رفرنس.كوم (الإنجليزية)
- دونتيل جيفرسون على موقع ريلجم (الإنجليزية)
- دونتيل جيفرسون على موقع بروبوليرز (الإنجليزية)
- دونتيل جيفرسون على موقع سبورتس رفرنس (الإنجليزية)